# Perpetuum mobile

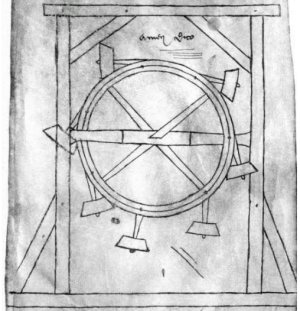
Szkic perpetuum mobile Villarda de Honnecourta z XIII wieku

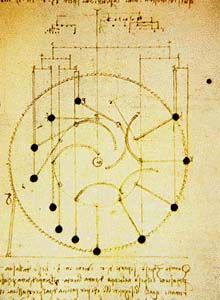
Projekt perpetuum mobile Leonardo da Vinci

Perpetuum mobile (z łac. „wiecznie poruszające się”) – maszyna, której zasada działania, wbrew paradygmatom fizyki klasycznej, umożliwiałaby jej pracę w nieskończoność. 
Udokumentowane próby zbudowania perpetuum mobile podejmowane były już w XIII wieku, a szczególne zainteresowanie tą koncepcją przypadło na wiek XVI i XVII. 
Prace podejmowane przed XIX wiekiem mogą być uznane za próby rozwoju koncepcji naukowych, które nie zostały potwierdzone.
W ujęciu fizyki klasycznej konstrukcje tego typu są niemożliwe i podejmowane obecnie próby są uznawane za pseudonaukę. Grono amatorów konstruktorów podejmuje tego typu próby, niekiedy twierdząc nawet, że opracowali udane konstrukcje oparte na nowych nieznanych ideach lub niepotwierdzonych zjawiskach i nieznanych źródłach energii. Ruch ten jest częścią ruchu wolnej energii.
Mimo sprzeczności działania takiej maszyny z zasadami fizyki rozważania z pogranicza fantastyki są bardzo silnym bodźcem dla nowych pomysłów. Wynalazki rzekomo łamiące zasadę zachowania energii bywają kupowane przez firmy i finansowane przez różne instytucje, co dodatkowo przyciąga amatorów nieskończonej energii. Podważana jest także prawdziwość II zasady termodynamiki.

## Perpetuum mobile pierwszego rodzaju

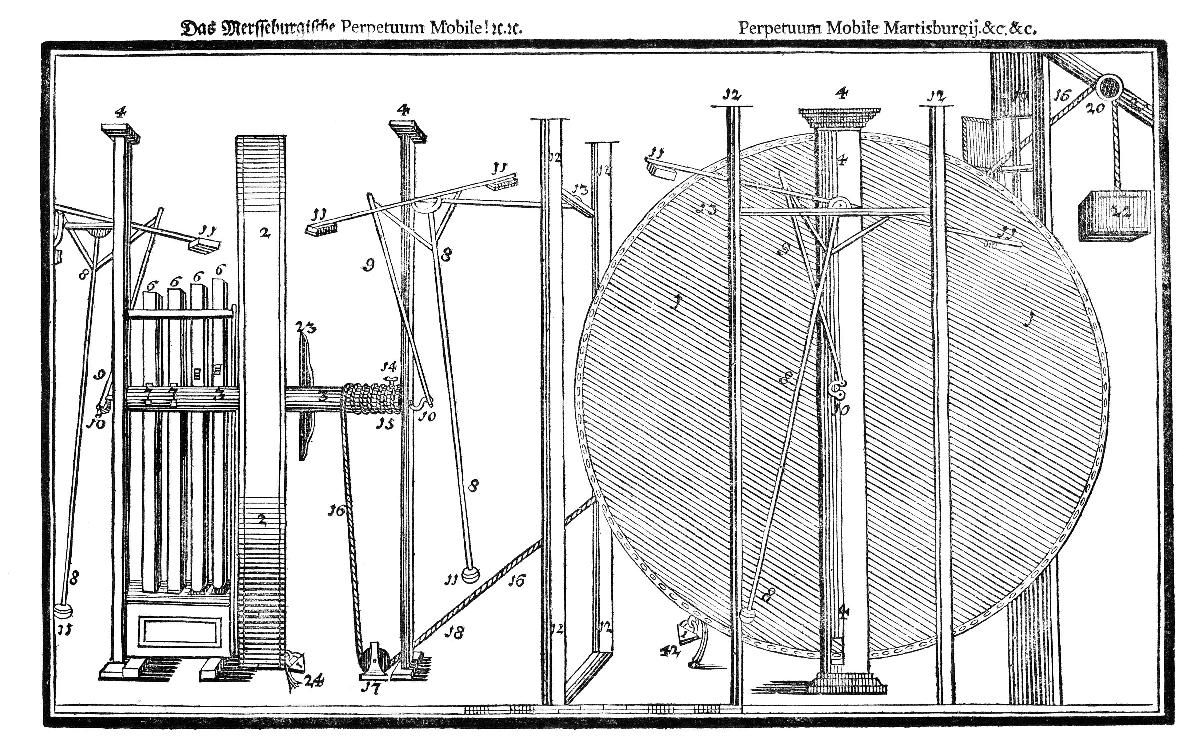
Johann Ernst Elias Bessler, projekt perpetuum mobile (Das Triumphirende Perpetuum mobile Orffyreanum, 1719)

Perpetuum mobile pierwszego rodzaju to hipotetyczna maszyna, która wytwarza więcej energii, niż sama zużywa, tj. wykonuje pracę bez pobierania energii z zewnątrz lub praca wykonywana przez nią jest większa od pobieranej energii. Miałby to być samonapędzający się mechanizm. Do miana perpetuum mobile pretendowały liczne konstrukcje – początkowo mechaniczne, a gdy zapoczątkowano konstrukcje silników cieplnych, podejmowano próby konstruowania maszyn opartych na przemianach gazowych. Taką konstrukcją mógłby być np. silnik spalinowy, który zużywa paliwo tylko w momencie rozruchu, a później pracuje dowolnie długo bez dostarczania paliwa.
Perpetuum mobile pierwszego rodzaju byłoby sprzeczne z zasadą zachowania energii, a w wersji termodynamicznej z I zasadą termodynamiki, która jest jej szczególnym przypadkiem.

## Perpetuum mobile drugiego rodzaju
Perpetuum mobile drugiego rodzaju to cykliczna maszyna, która zamienia energię cieplną na pracę mechaniczną bez wzrostu całkowitej entropii. Taką maszyną byłby np. silnik cieplny pobierający z otoczenia ciepło, które następnie zamieniane byłoby całkowicie na pracę. Silnik taki nie oddawałby ciepła do otoczenia, a jego sprawność wynosiłaby 100%.
Działanie tego typu maszyny nie przeczyłoby zasadzie zachowania energii (czyli równocześnie I zasadzie termodynamiki), ale byłoby niezgodne z II zasadą termodynamiki.